# 敘拉古伯爵利奧波多王子
兩西西里的利奧波多（義大利語：Leopoldo di Borbone-Due Sicilie，1813年5月22日—1860年12月4日），敘拉古伯爵，兩西西里國王法蘭西斯科一世的第三子。

## 婚姻
1837年，利奧波多與薩伏依的瑪麗亞·維多利亞結婚，兩人沒有子女。